# Визовая политика Армении

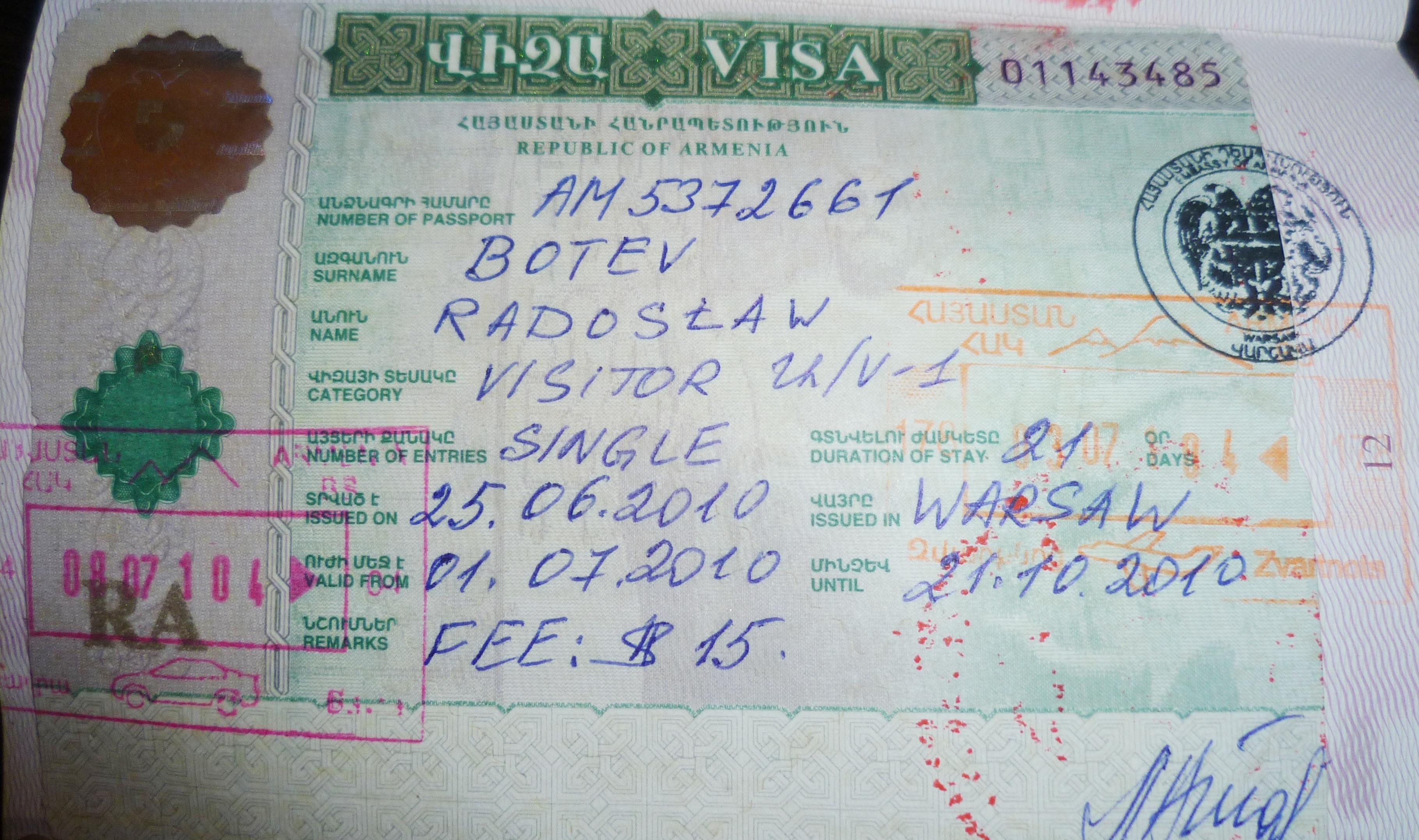
Армянская виза, выданная в Польше

Визовая политика Армении состоит из требований, предъявляемых к иностранным гражданам для поездок в Республику Армения, въезда в данную страну и пребывания в ней. В соответствии с законодательством, посетители Армении должны получить визу в одной из дипломатических миссий Армении или по прибытии, если они не являются гражданами стран, освобождённых от виз. Граждане стран Содружества Независимых Государств и Европейского Союза могут въезжать в Армению с туристическими или деловыми целями без визы.

## Карта визовой политики

Визовая политика Армении
Армения
Безвизовый въезд (180 дней; возможен также въезд по внутреннему документу)
Безвизовый въезд (180 дней)
Безвизовый въезд (90 дней)
Виза по прибытии, электронная виза
Условная виза по прибытии
Иной режим въезда
Требуется получение визы

## Освобождение от визы
Граждане следующих стран могут посещать Армению, не имея визы, на срок до 180 дней:
- Европейский союз
- Албания
- Андорра
- Беларусь
- Великобритания
- Ватикан
- Исландия
- Лихтенштейн
- Молдова
- Монако
- Норвегия
- Россия[a]
- Сан-Марино
- Сербия
- Черногория
- Швейцария
- Украина
- Грузия
- Гонконг
- Казахстан
- Кыргызстан
- Катар
- Кувейт
- Сингапур
- ОАЭ
- Республика Корея
- Узбекистан
- Австралия
- Новая Зеландия
- США
- Аргентина
- Бразилия
- Уругвай

90 дней
- Китай
- Иран
- Таджикистан
- Макао

Гражданам Азербайджана не требуется виза для посещения в Армению, но при этом они должны иметь специальное разрешение на въезд.

## Виза по прибытии
Граждане следующих стран могут получить визу по прибытии на максимальный срок пребывания 120 дней по цене 15 000 драмов. Они также могут подать заявление на получение электронной визы заранее. Электронная виза позволяет заявителям оставаться на срок до 120 дней или 21 день со сбором в размере 30 или 6 долларов США соответственно. При этом заявку на получение электронной визы необходимо подавать не менее чем за 3 рабочих дня до поездки.
- Антигуа и Барбуда
- Багамские Острова
- Барбадос
- Белиз
- Гаити
- Гренада
- Гватемала
- Гондурас
- Доминика
- Доминиканская Республика
- Никарагуа
- Сент-Винсент и Гренадины
- Сент-Китс и Невис
- Сент-Люсия
- Канада
- Коста-Рика
- Куба
- Мексика
- Сальвадор
- Суринам
- Тринидад и Тобаго
- Ямайка
- Боливия
- Венесуэла
- Гайана
- Колумбия
- Панама
- Парагвай
- Перу
- Чили
- Эквадор
- Алжир
- Египет
- Марокко
- Тунис
- ЮАР
- Босния и Герцеговина
- Северная Македония
- Турция
- Бахрейн
- Бруней
- Бутан
- Вьетнам
- Израиль
- Индия
- Индонезия
- Ирак
- Иордания
- Камбоджа
- КНДР
- Лаос
- Ливан
- Малайзия
- Мальдивы
- Монголия
- Мьянма
- Оман
- Папуа — Новая Гвинея
- Саудовская Аравия
- Таиланд
- Китайская Республика
- Восточный Тимор
- Туркменистан
- Филиппины
- Вануату
- Кирибати
- Маршалловы Острова
- Микронезия
- Науру
- Палау
- Самоа
- Соломоновы Острова
- Тонга
- Тувалу
- Фиджи

## Статистика въезда иностранных граждан в Армению
| Год  | Посетители           |
| ---- | -------------------- |
| 1995 | 12 000               |
| 1996 | ▲ 13 000             |
| 1997 | ▲ 23 000             |
| 1998 | ▲ 32 000             |
| 1999 | ▲ 41 000             |
| 2000 | ▲ 45 000             |
| 2001 | ▲ 123 000            |
| 2002 | ▲ 162 000            |
| 2003 | ▲ 206 000            |
| 2004 | ▲ 263 000            |
| 2005 | ▲ 319 000            |
| 2006 | ▲ 382 000            |
| 2007 | ▲ 511 000            |
| 2008 | ▲ 558 000            |
| 2009 | ▲ 575 000            |
| 2010 | ▲ 684 000            |
| 2011 | ▲ 758 000            |
| 2012 | ▲ 963 000            |
| 2013 | ▲ 1 084 000          |
| 2014 | ▲ 1 204 000          |
| 2015 | ▲ 1 192 000          |
| 2016 | ▲ 1 260 000          |
| 2017 | ▲ 1 495 000          |
| 2018 | ▲ 1 652 000          |
| 2019 | ▲ 1 894 000          |
| 2020 | ▼ 375 000            |
| 2021 | ▲ 870 300            |
| 2022 | ▲ 1 240 000 (9 мес.) |

### Комментарии
1. ↑  Также возможен въезд по внутреннему паспорту России